# Abscisa

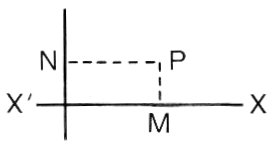
Abscisa

Abscisa je vodorovná osa souřadnic grafu v souřadnicové soustavě, resp. hodnota, kterou na této ose reprezentuje daná souřadnice. v kartézské soustavě souřadnic ji reprezentuje osa x. Vertikální osa se jmenuje ordináta.